# Sachsenkeule

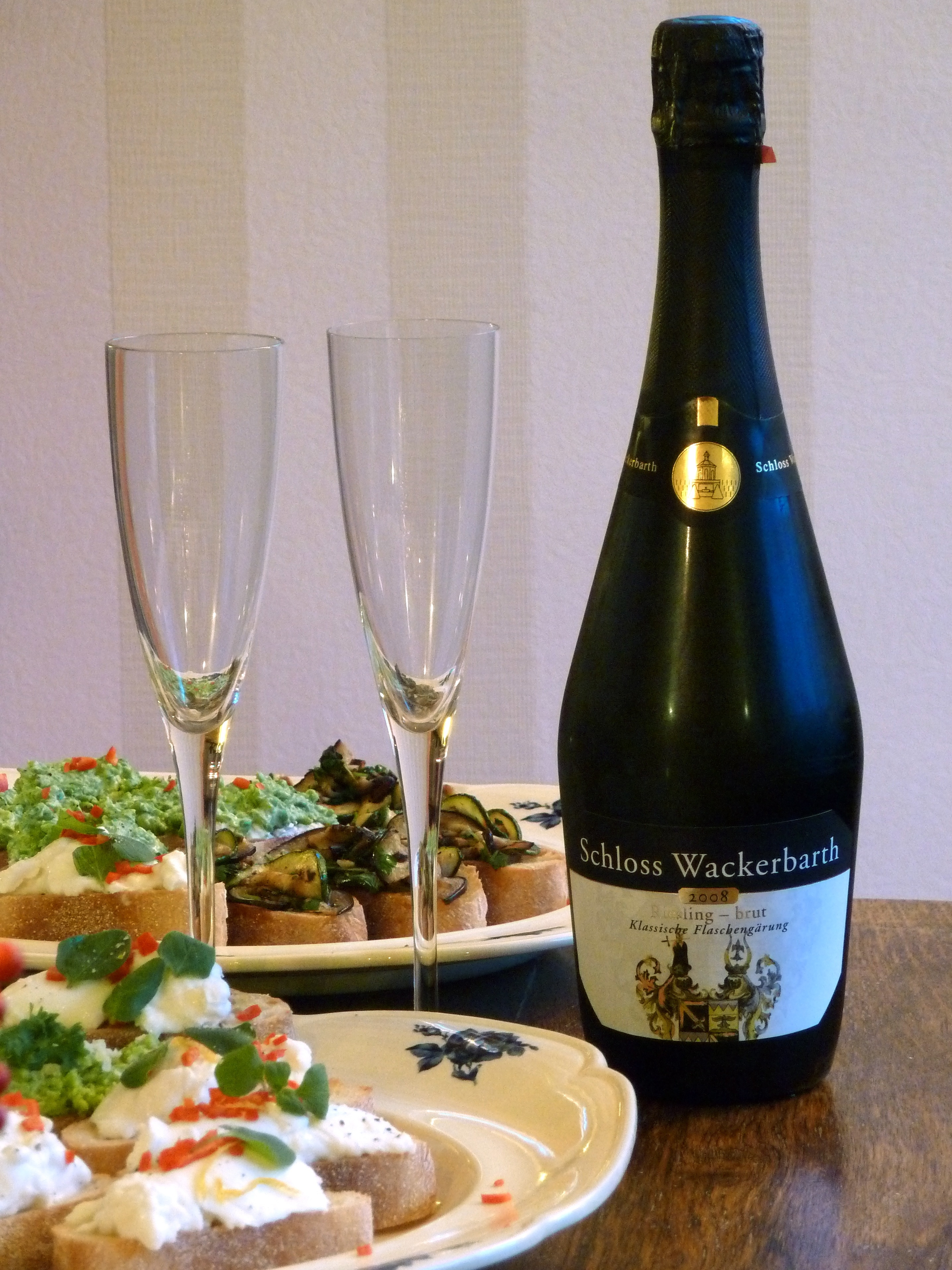
Sekt in de Sachsenkeule.

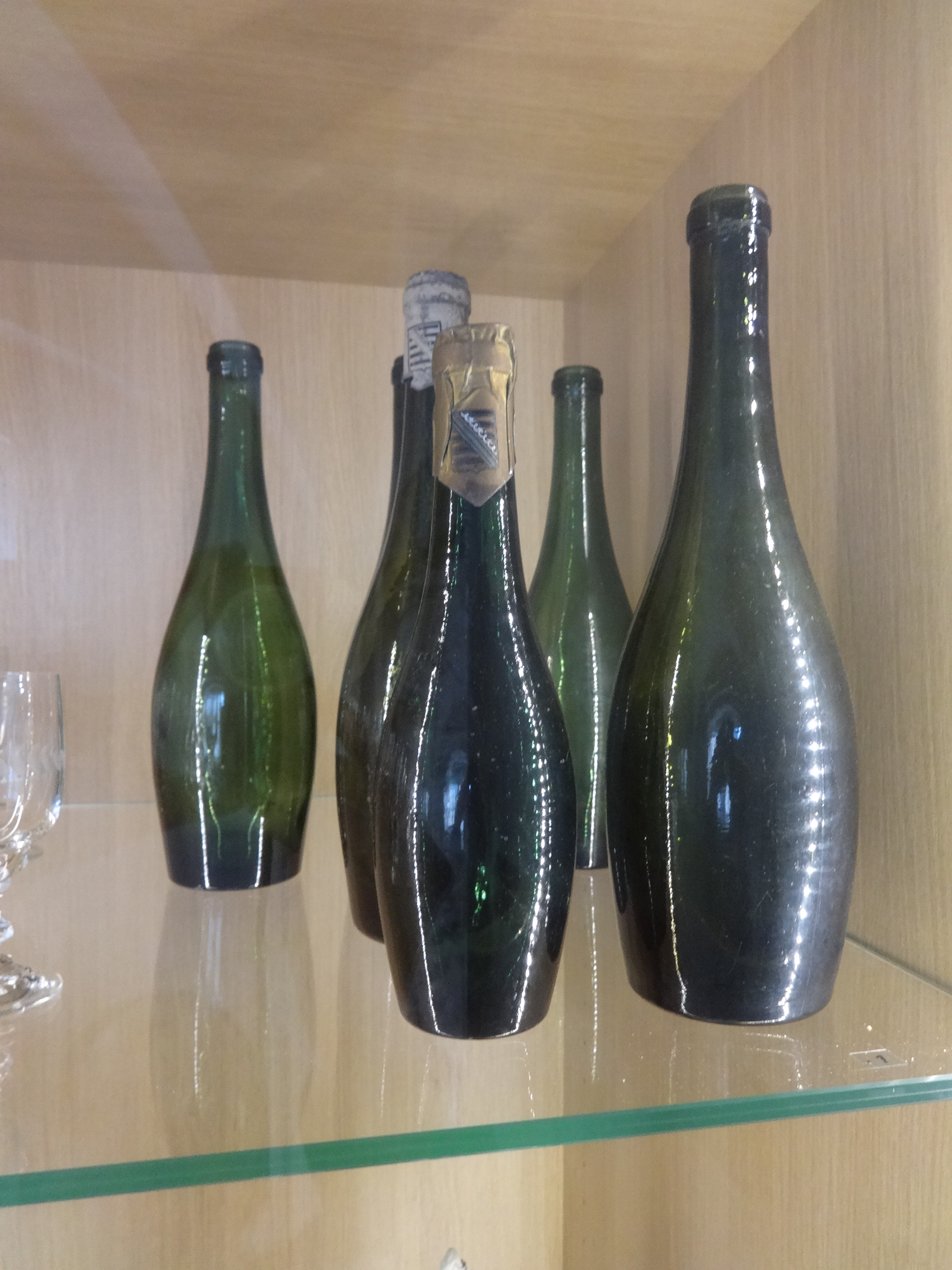
Verzameling flessen model Sachsenkeule uit de jaren 1931 tot 1994.

De Sachsenkeule – in Duitsland ook wel eenvoudig "Sachsenflasche" genoemd – is een model wijnfles uit de wijnstreek Saksen.
De vorm werd in de jaren 20 van de 20e eeuw - op initiatief van oenoloog Carl Pfeiffer - ontwikkeld op het staatswijngoed "Hoflößnitz" in Radebeul om de wijnen uit het Elbe-dal aantrekkelijker te maken voor de handel. Dit naar aanleiding van de phylloxera ramp die kort daarvoor had plaatsgevonden en de plaatselijke wijnbouw op een dieptepunt bracht.
Hoewel kunstzinnig van vorm, is deze onpraktisch. Stapelen en wegleggen - om de inhoud bijvoorbeeld te laten lageren - is niet goed mogelijk zonder hulpmaterialen. De flessen zullen anders van elkaar afrollen.
De naam wijst op de knuppel (Duits:Keule) vorm van de fles.

Met de oprichting van de DDR is deze fles-vorm verdrongen door de cilindrische. Enerzijds omdat de bijzondere vorm door de overheid als overbodig beschouwd werd, anderzijds vanwege het onpraktische gebruik ervan. Direct na de val van de muur en lokale trots voor Saksische wijn, kwam de Sachsenkeule weer terug.
Oorspronkelijk was de kleur van deze fles groen met een inhoudsmaat van 0,7 liter, maar tegenwoordig ziet men ook donkere en bruine varianten. De inhoudsmaat van de Sachsenkeule voldoet nu aan de Europese normen. Dat wil zeggen dat "een hele fles" een inhoud heeft van 0,75 liter en wordt gebruikt voor zowel "stille" wijn als Sekt.